# Evert van Uitert
Evert van Uitert (Amsterdam, 20 februari 1936 – Den Haag, 30 mei 2021) was een Nederlands kunsthistoricus. Hij was hoogleraar in de kunstgeschiedenis aan de Universiteit van Amsterdam en kenner van het werk van Vincent van Gogh.

## Biografie
Van Uitert studeerde onder meer aan de Universiteit Utrecht en promoveerde op 7 juni 1983 aan de Universiteit van Amsterdam cum laude op Vincent van Gogh in creative competition. Four essays from Simiolus; zijn promotor was prof. dr. Hans Jaffé. Hij had al sinds 1970 over Van Gogh gepubliceerd en werk van hem over de schilder verscheen ook in het Duits, Engels en Spaans. In 1984 werkte hij mee aan een  tentoonstelling over Odilon Redon. Per 1 september 1984 werd hij aan de laatstgenoemde universiteit benoemd tot gewoon hoogleraar kunstgeschiedenis, in het bijzonder van de nieuwste tijd; hij inaugureerde met Het geloof in de moderne kunst op 10 november 1986. In 1985 werkte hij mee aan een monografie over Mark Kolthoff, in 1989 over Nicolaas Wijnberg. In 1990 werkte hij mee aan de grote overzichts- en herdenkingstentoonstellingen over Van Gogh in het Van Gogh Museum en in het Museum Kröller-Müller. Hij werkte voorts mee aan boeken over Wout van Heusden, Pieter Haverkorn van Rijsewijk, Guillaume Apollinaire, aan Aardse paradijzen. De tuin in de Nederlandse kunst, Michael Berkhemer en Rembrandt in perspectief. 
Per 1 februari 2001 ging hij met emeritaat; zijn afscheidscollege Oude en nieuwe barbaren in de moderne kunst hield hij op 2 maart van dat jaar. Hem werd bij zijn afscheid een bundel opstellen aangeboden. Evert van Uitert overleed in 2021 op 85-jarige leeftijd.